# Zlatna arena za kameru
Sljedeći popis navodi dobitnike Zlatne arene za kameru na Festivalu igranog filma u Puli.

## Popis dobitnika

### Za vrijeme socijalističke Jugoslavije (1955. – 1990.)
| Godina | Dobitnik                           | Originalni naslov(i)                                                                      |
| ------ | ---------------------------------- | ----------------------------------------------------------------------------------------- |
| 1955.  | Frano Vodopivec                    | Djevojka i hrast                                                                          |
| 1956.  | Aleksandar Sekulović               | Veliki i mali                                                                             |
| 1957.  | Nenad Jovičić (podijeljena)        | Popovi Ćira i Spira                                                                       |
| 1957.  | Aleksandar Sekulović (podijeljena) | Subotom uveče                                                                             |
| 1958.  | Mihajlo Popović                    | Kroz granje nebo                                                                          |
| 1959.  | Aleksandar Sekulović               | Sam                                                                                       |
| 1960.  | Ivan Marinček                      | Deveti krug                                                                               |
| 1961.  | Rudi Vavpotič                      | Balada o trobenti in oblaku                                                               |
| 1962.  | Aleksandar Sekulović               | Sibirska Ledi Magbet                                                                      |
| 1963.  | Mile de Gleria                     | Samorastniki                                                                              |
| 1964.  | Tomislav Pinter                    | Pravo stanje stvari                                                                       |
| 1965.  | Tomislav Pinter                    | Prometej s otoka Viševice                                                                 |
| 1966.  | Tomislav Pinter                    | Ponedjeljak ili utorak & Rondo                                                            |
| 1967.  | Tomislav Pinter                    | Skupljači perja & Breza                                                                   |
| 1968.  | Ivica Rajković                     | Gravitacija ili fantastična mladost činovnika Borisa Horvata & Imam dvije mame i dva tate |
| 1969.  | Frano Vodopivec                    | Događaj & Kad čuješ zvona                                                                 |
| 1970.  | Rudi Vavpotič                      | Oxygen                                                                                    |
| 1971.  | Milorad Jakšić                     | Rdeče klasje                                                                              |
| 1972.  | Mišo Samoilovski                   | Istrel / Pucanj                                                                           |
| 1973.  | Branko Blažina                     | Kužiš stari moj                                                                           |
| 1974.  | Nenad Jovičić                      | Derviš i smrt                                                                             |
| 1975.  | Ljube Petkovski                    | Jad                                                                                       |
| 1976.  | Branko Blažina                     | Seljačka buna 1573                                                                        |
| 1977.  | Božidar Nikolić                    | Beštije                                                                                   |
| 1978.  | Živko Zalar                        | Bravo maestro & Miris poljskog cveća                                                      |
| 1979.  | Tomislav Pinter                    | Iskanja                                                                                   |
| 1980.  | Mišo Samoilovski                   | Olovna brigada                                                                            |
| 1981.  | Tomislav Pinter                    | Samo jednom se ljubi                                                                      |
| 1982.  | Rado Likon                         | Razseljena oseba                                                                          |
| 1983.  | Živko Zalar                        | Nešto između                                                                              |
| 1984.  | Goran Trbuljak                     | Rani snijeg u Münchenu                                                                    |
| 1985.  | Božidar Nikolić                    | Život je lep                                                                              |
| 1986.  | Goran Trbuljak                     | San o ruži                                                                                |
| 1987.  | Radoslav Vladić                    | Na putu za Katangu                                                                        |
| 1988.  | Boris Gortinski                    | Zaboravljeni                                                                              |
| 1989.  | Tomislav Pinter                    | Đavolji raj                                                                               |
| 1990.  | Jure Pervanje                      | Veter v mreži                                                                             |

### Za samostalne Hrvatske (1992.–danas)
| Godina | Dobitnik                                             | Originalni naslov(i)                                 |                                                      |
| ------ | ---------------------------------------------------- | ---------------------------------------------------- | ---------------------------------------------------- |
| 1991.  | Festival je bio otkazan.[A]                          | Festival je bio otkazan.[A]                          | Festival je bio otkazan.[A]                          |
| 1992.  | Goran Trbuljak                                       | Kamenita vrata                                       |                                                      |
| 1993.  | Slobodan Trninić                                     | Zlatne godine                                        |                                                      |
| 1994.  | Nacionalni natjecateljski program bio je otkazan.[B] | Nacionalni natjecateljski program bio je otkazan.[B] | Nacionalni natjecateljski program bio je otkazan.[B] |
| 1995.  | Tomislav Pinter                                      | Svaki put kad se rastajemo                           |                                                      |
| 1996.  | Vjekoslav Vrdoljak                                   | Nausikaja                                            |                                                      |
| 1997.  | Goran Trbuljak                                       | Treća žena                                           |                                                      |
| 1998.  | Goran Trbuljak                                       | Transatlantik                                        |                                                      |
| 1999.  | Vjekoslav Vrdoljak                                   | Garcia                                               |                                                      |
| 2000.  | Darko Šuvak                                          | Nebo, sateliti                                       |                                                      |
| 2001.  | Mirko Pivčević                                       | Sami                                                 |                                                      |
| 2002.  | Silvio Jesenković                                    | Serafin, svjetioničarev sin                          |                                                      |
| 2003.  | Živko Zalar                                          | Svjedoci                                             |                                                      |
| 2004.  | Mirko Pivčević                                       | Ta divna Splitska noć                                |                                                      |
| 2005.  | Vjekoslav Vrdoljak                                   | Dva igrača s klupe                                   |                                                      |
| 2006.  | Branko Linta                                         | Volim te                                             |                                                      |
| 2007.  | Dragan Marković (podijeljena)                        | Živi i mrtvi                                         |                                                      |
| 2007.  | Mirko Pivčević (podijeljena)                         | Živi i mrtvi                                         |                                                      |
| 2008.  | Davorin Gecl                                         | Iza stakla                                           |                                                      |
| 2009.  | Mirko Pivčević                                       | Kenjac                                               |                                                      |
| 2010.  | Slobodan Trninić                                     | Neka ostane među nama                                |                                                      |
| 2011.  | Vanja Černjul                                        | Ćaća                                                 |                                                      |
| 2012.  | Dragan Ruljančić                                     | Ljudožder vegetarijanac                              |                                                      |
| 2013.  | Erol Zupčević                                        | Obrana i zaštita                                     |                                                      |
| 2014.  | Branko Linta                                         | Kosac                                                |                                                      |
| 2015.  | Mario Oljača                                         | Ti mene nosiš                                        |                                                      |
| 2016.  | Tamara Cesarec                                       | Narodni heroj Ljiljan Vidić                          |                                                      |
| 2017.  | Branko Linta                                         | Ustav Republike Hrvatske                             |                                                      |
| 2018.  | Radoslav Jovanov Gonzo (podijeljena)                 | Duboki rezovi                                        |                                                      |
| 2018.  | Luka Matić (podijeljena)                             | Duboki rezovi                                        |                                                      |
| 2018.  | Dubravka Kurobasa (podijeljena)                      | Duboki rezovi                                        |                                                      |
| 2019.  | Sven Pepeonik                                        | Moj dida je pao s Marsa                              |                                                      |
| 2020.  | Jana Plećaš                                          | Mater                                                |                                                      |
| 2021.  | Marko Brdar                                          | Zora                                                 |                                                      |
| 2022.  | Stanko Herceg                                        | Punim plućima                                        |                                                      |
| 2023.  | Marko Brdar                                          | Sigurno mjesto                                       |                                                      |